# Маркелов, Владимир Андреевич
Владимир Андреевич Маркелов (1925—2009) — Гвардии полковник Советской Армии, участник Великой Отечественной войны, Герой Советского Союза (1944).

## Биография
Владимир Маркелов родился 30 мая 1925 года в деревне Новая Подбелка (ныне не существует, находилась на территории современного Мелекесского района Ульяновской области). После окончания восьми классов школы работал в совхозе. Позднее окончил школу фабрично-заводского ученичества, работал столяром на Ульяновском автомобильном заводе. В январе 1943 года Маркелов был призван на службу в Рабоче-крестьянскую Красную Армию. С июня того же года — на фронтах Великой Отечественной войны.
К июню 1944 года гвардии красноармеец Владимир Маркелов был автоматчиком 300-го гвардейского стрелкового полка (99-я гвардейская стрелковая дивизия, 37-й гвардейский стрелковый корпус, 7-я Армия, Карельский фронт). Отличился во время форсирования Свири. 21 июня 1944 года вместе с пятнадцатью товарищами он участвовал в проведении фальшивого десанта с использованием чучел. Действия группы позволили обнаружить месторасположение немецкой огневой системы и подавить её.
Указом Президиума Верховного Совета СССР от 21 июля 1944 года за «мужество и героизм, проявленные в боях» гвардии красноармеец Владимир Маркелов был удостоен высокого звания Героя Советского Союза с вручением ордена Ленина и медали «Золотая Звезда».
После окончания войны Маркелов продолжил службу в Советской Армии. В 1960 году он окончил Военно-политическую академию имени В. И. Ленина. С 1960 года служил в Ракетных войсках стратегического назначения: заместитель командира ракетного полка по политчасти, заместитель начальника факультета в Пермском высшем командно-инженерном училище, преподаватель Военной академии имени Ф. Э. Дзержинского. В январе 1986 года в звании полковника Маркелов вышел в отставку. Проживал в Москве.
Скончался 18 марта 2009 года, похоронен на Троекуровском кладбище Москвы.

## Награды
Почётный гражданин Лодейного Поля. Был также награждён орденами Отечественной войны 1-й степени, «За службу Родине в Вооружённых Силах СССР» 3-й степени, «Знак Почёта», рядом медалей и иностранных наград.

## Память
Имя В. А. Маркелова носит МБОУ средняя школа cела Старая Сахча.